# Sergio Gil Latorre
Sergio Gil Latorre (Saragozza, 10 maggio 1996) è un calciatore spagnolo, centrocampista dell'SD Logroñés.

## Caratteristiche tecniche
È un centrocampista centrale.

## Carriera
Cresciuto nelle giovanili del Real Saragozza, ha esordito il 14 marzo 2015 in occasione del match di campionato pareggiato 0-0 contro il Lugo.